# Acaena inermis
Acaena inermis es una especie de planta del género Acaena, perteneciente a la familia Rosaceae.

## Taxonomía
Acaena inermis fue descrita por Hook. fil. en 1852.

## Distribución
Se encuentra en el territorio de Nueva Zelanda y ha sido introducida en Gran Bretaña.